# Antist

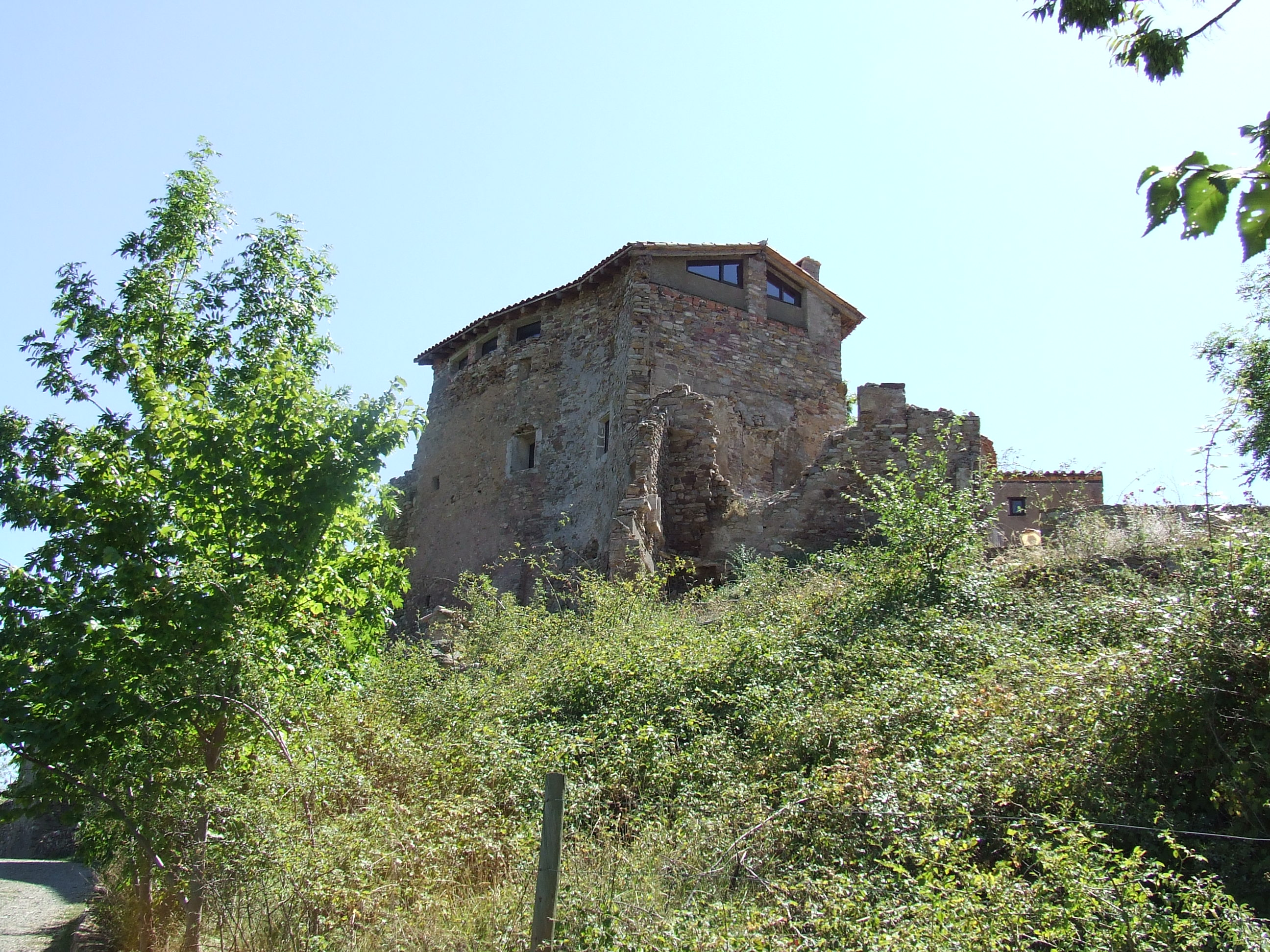
La casa que corona el petit nucli d'Antist

Antist és un poble de la Vall Fosca que pertany al municipi de la Torre de Cabdella, al Pallars Jussà. Abans del 1970 pertanyia a l'antic terme de la Pobleta de Bellveí.
El poble d'Antist es formà aprofitant les edificacions d'un castre, castell o poble murallat, coronat per una torre, anomenada Torre del Carlà. Per tant, el poble sencer és el que constitueix el castell d'Antist. Era un poble menut, amb poques cases a banda i banda del carrer que duia a la Torre del Carlà. Els carrers actuals del poble eren, antigament, els camins que envoltaven el turó, en un dels quals es trobaven els corrals i les eres de les cases, l'entrada principal de les quals eren en el carrer únic, el més elevat.
L'església d'Antist, romànica, és dedicada a sant Esteve. Està molt transformada, amb múltiples afectacions al llarg dels segles, i abandonada.
| Restes de l'Antist medieval  | Restes de l'Antist medieval | Restes de l'Antist medieval |
| ---------------------------- | --------------------------- | --------------------------- |
| Portal únic d'accés al poble | La Torre del Carlà          | Sant Esteve d'Antist        |
| Portal únic d'accés al poble | La Torre del Carlà          | Sant Esteve d'Antist        |

## Etimologia
Joan Coromines (op. cit.) es decantava primerament per una hipòtesi preromana per tal d'explicar el topònim Antist basant-se en la similitud del sufix -ist amb altres topònims pirinencs, com ara Bastanist.
Ara bé, la troballa documental de la presència del nom propi romà Antistius, del llatí antistes (capitost), el fa decantar finalment per la procedència del topònim Antist d'un villa Antisti, producte de la colonització romana.

## Història

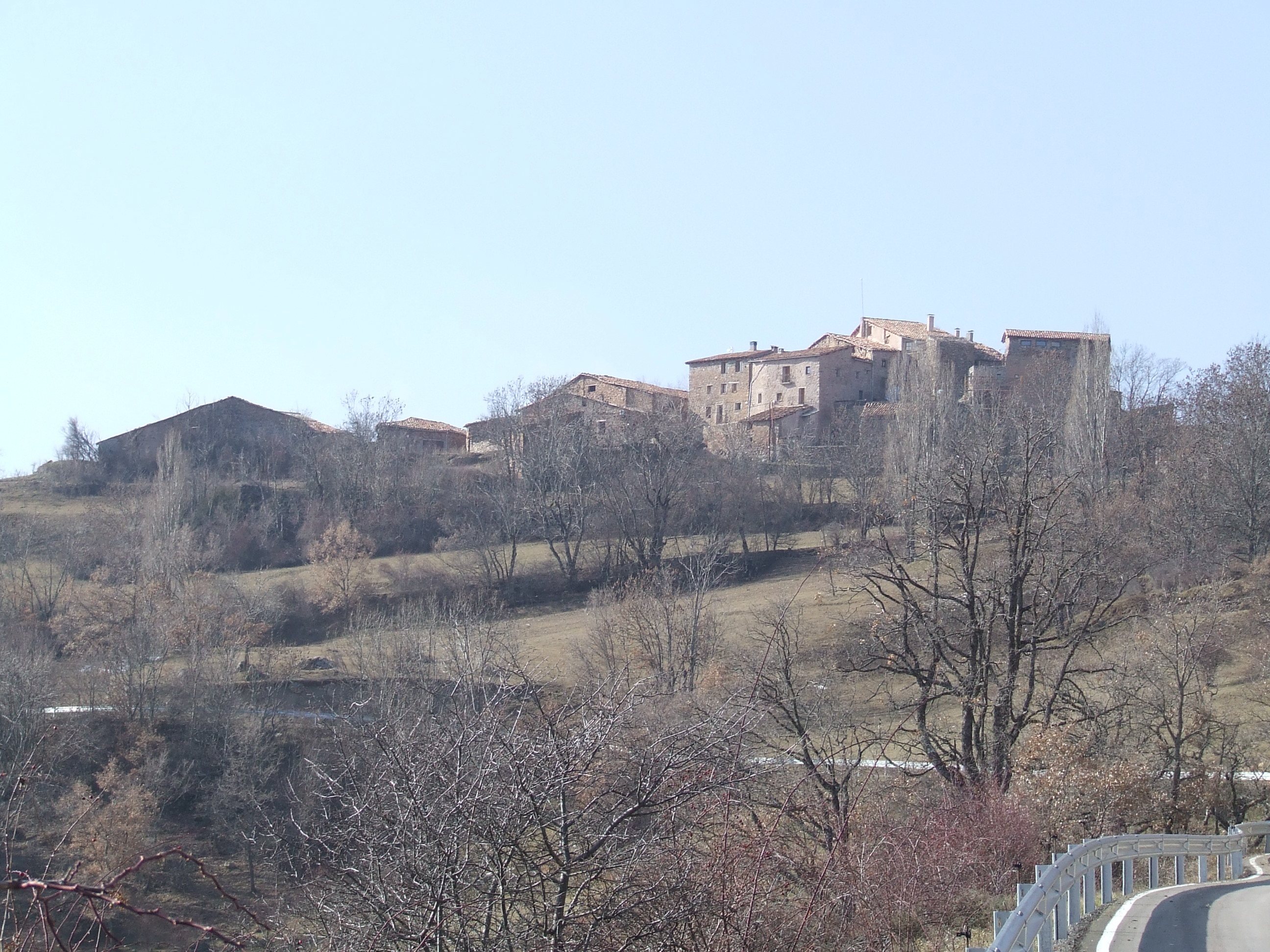
Antist, des del nord

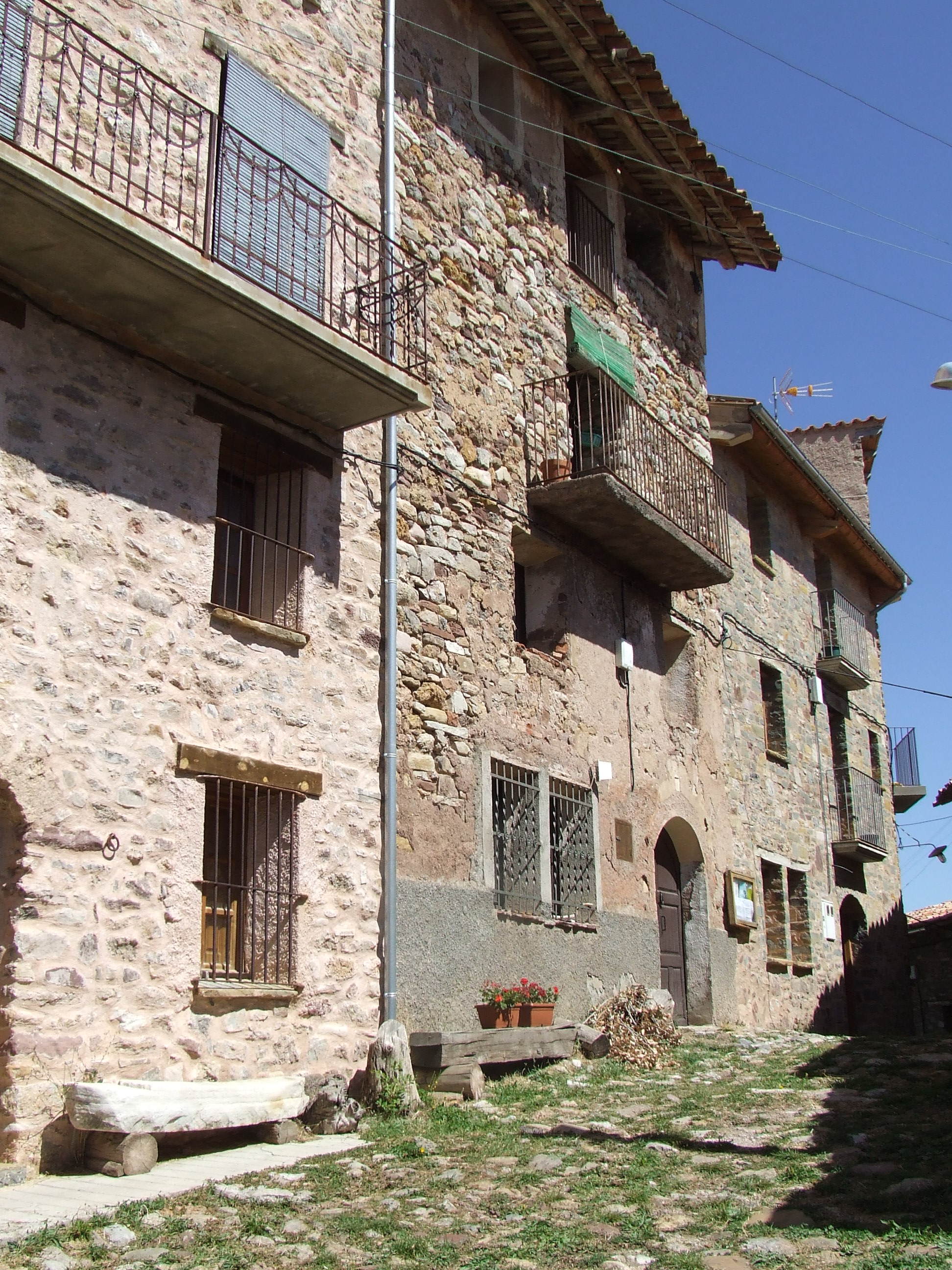
Cases d'Antist, amb l'entrada actual on abans hi havia l'era

La primera dada de població que es té d'Antist és el fogatge de vers el 1380. Hi surten esmentats tres focs (uns quinze habitants), dins del domini de la baronia de Bellera. El 1718 hi constaven cinquanta habitants censats encara dins de la mateixa senyoria, tot i que fou traspassat al bisbe de Lleida, en mans de qui era a la fi de les senyories, al segle xix.
Entre 1812 i el febrer del 1847 Antist gaudí d'ajuntament propi. Es formà a partir de la promulgació de la Constitució de Cadis i el seu desplegament, i fou suprimit, agregant-lo a la Pobleta de Bellveí, a causa del límit fixat en la llei municipal del 1845 del mínim de trenta caps de família indispensables per a mantenir l'ajuntament propi.
El 1831 el poble era un senyoriu, amb vint habitants, del bisbe de Lleida.
Pascual Madoz inclou Antist en el seu Diccionario geográfico... del 1845. El poble tenia vuit cases que formaven un carrer costerut, a més de l'església parroquial. El terreny era molt escarpat, de forma que les pluges hi produïen molts perjudicis, arrossegant de vegades els camps llaurats.
Hi havia 42 jornals de conreu, de qualitat mitjana. S'hi produïa blat, bastant sègol, una mica de civada, patates, llegums i bones pomes d'hivern, i s'hi criaven mules, porcs, ovelles i cabres. El comerç es basava en la venda de les fruites sobrants en el mercat de la Pobla de Segur, on també es compraven els productes necessaris. La població era de tres "caps de família" i trenta-sis habitants.
A principis del segle xx, Antist tenia 21 edificis i 56 habitants, segons Ceferí Rocafort (op. cit.).
Antist és un poble que ha romàs abandonat uns quants anys: les darreres cases a tancar portes foren Cal Ferreró, el 1976 i Cal Santa Eulàlia, el 1979. Tanmateix, Joan Bellmunt (op. cit.) va recollir els noms de totes les cases del poble: Casa Aleix, Casa Carlà, Casa Casó, Casa Cavaller, Casa Cortal, Casa Escales, Casa Escú, Casa Ferrer, Casa Ferreró, Casa Nadal, Casa Santa Eulàlia i la Rectoria.

## Geografia
Antist està situat al cim d'un turó envoltat per tres altres turons més alts. Està combatut principalment pels vents del nord i de l'oest, i el clima és fred.
Està situat a la part occidental del terç meridional del terme al qual pertany, tot i que era a la zona nord-oest del seu antic terme. S'hi accedeix per una pista rural que des del quilòmetre 8 de la carretera L-503, a l'altura de la Plana de Mont-ros, arrenca cap a ponent, i fent molts revolts per tal de guanyar alçada puja a Antist en uns cinc quilòmetres de forta pujada. El primer quilòmetre de recorregut acull també la pista de Castell-estaó.
Dels 22 habitants del 1970 i només 4 del 1981, va passar el 2005 als 17 habitants.

## Cultura popular
Tot i que és una tradició de nova planta, Antist té el seu espai en el Romanço de la Vall Fosca, de Jaume Arnella, després del fragment dedicat a la Pobleta de Bellveí:
| «                                         | Hi ha la Plana de Mont-ros remuntant el Flamisell i, amagats a banda i banda, Beranui, Antist i Castell. | » |
| — Jaume Arnella, Romanço de la Vall Fosca | |   |

El romanço continua a Molinos (la Torre de Cabdella).